# Catastrofisme
Het catastrofisme is de opvatting zoals die in de begindagen van de geologie (17e en 18e eeuw) gold, die stelde dat gedurende de lange geschiedenis van de aarde de verschillende tijdperken werden afgesloten door een catastrofale vernietiging van al het leven, waarna een hernieuwde schepping plaatsvond. Tegenover deze opvatting stond het  uniformitarianisme of actualisme. Volgens deze opvatting is de geleidelijke werking van processen als die we dagelijks waarnemen (als ze maar lang genoeg de tijd hebben) voldoende om de geologische eigenschappen van de aarde te verklaren. De Britse geologen James Hutton en later Charles Lyell die weer grote invloed had op Charles Darwin, waren hiervan de verdedigers. Deze opvatting heeft uiteindelijk de meeste aanhang gekregen. Catastrofen worden niet langer als de belangrijkste verklaring beschouwd voor geologische verschijnselen.

## Cuvier versus Hutton

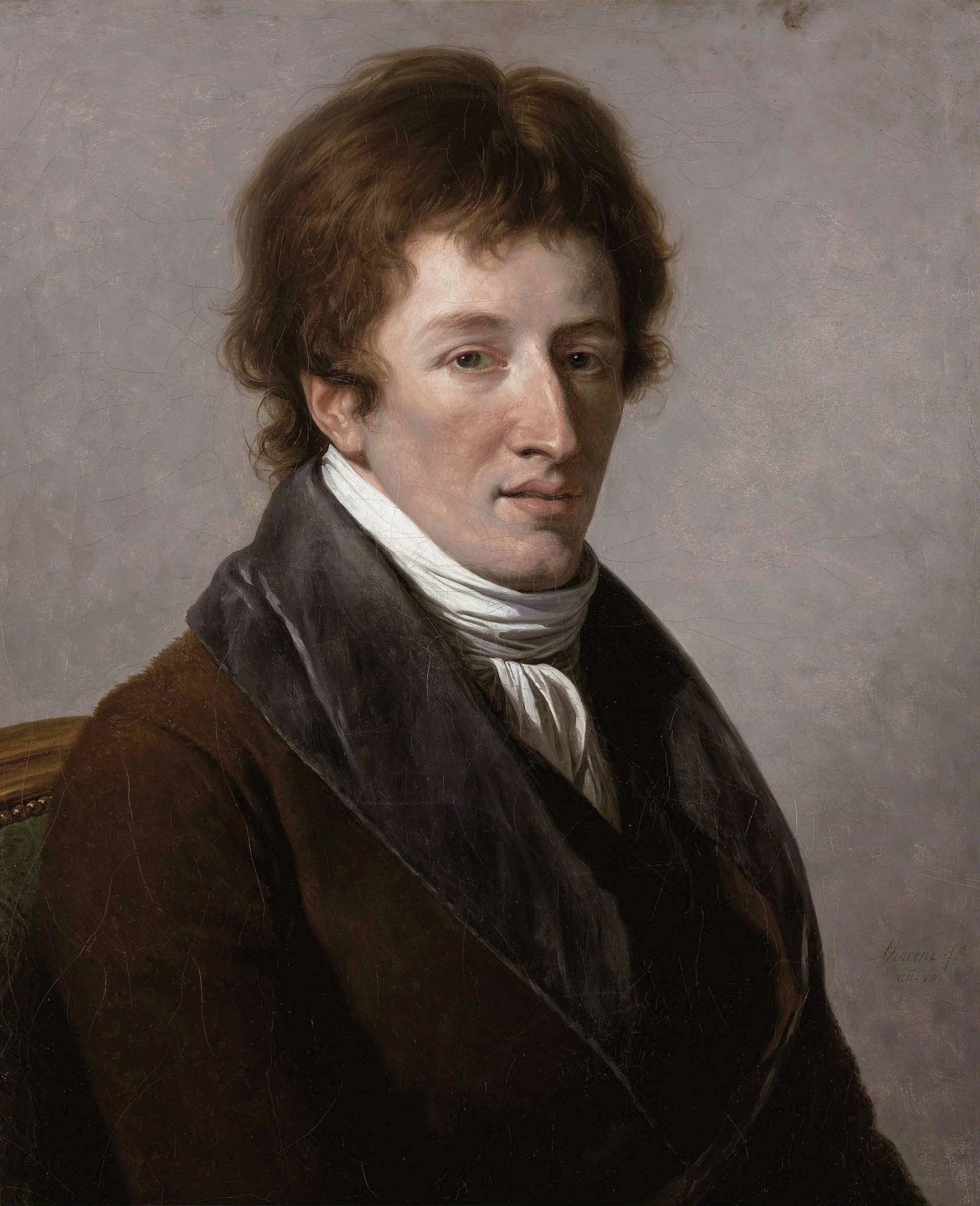
De Franse anatoom en paleontoloog Georges Cuvier propageerde op grond van zijn anatomisch onderzoek het catastrofisme

Het catastrofisme baseerde zich op de toenemende hoeveelheid geologische en archeologische waarnemingen die op een oude aarde wezen waarin verschillende tijdsperioden met daarin verschillende fauna's elkaar afwisselden. Iedere periode werd beëindigd door een letterlijk wereldschokkende catastrofe. Het catastrofisme is daarmee een stapje verder dan eerdere opvattingen over een jonge aarde van ca. zesduizend jaar oud waarbij de aardlagen in de zondvloed zouden zijn afgezet zoals beschreven in de Bijbel. 
De 18e-eeuwse geoloog James Hutton formuleerde voor het eerst een tegenhangend begrip, het uniformitarianisme, wat nu nog steeds in grote lijnen geldt en beter bekend is onder de naam actualisme: de geleidelijke werking van dezelfde processen als die we dagelijks waarnemen, hebben de geologische eigenschappen van de aarde bepaald. Zijn tegenhanger was de Franse natuuronderzoeker Georges Cuvier, een zeer kundig anatoom die een enorm prestige genoot. Daardoor bleef het catastrofisme op het Europese continent tot diep in de 19e eeuw de heersende leer.

## Latere bijdragen aan de catastrofistische school
Een belangrijke bijdrage van de catastrofistische school uit de 19de eeuw was de ontdekking van de ijstijden. In de tweede helft van de twintigste eeuw moest het beeld van een stabiele aarde weer bijgesteld worden door de ontdekking van de platentektoniek. In 1980 verscheen een belangrijk artikel van Walter en Luis Alvarez waarin werd gesteld dat 66 miljoen jaar geleden een 10 kilometer grote planetoïde de aarde raakte, waarbij 70% van alle diersoorten uitstierf, inclusief de dinosauriërs. Bewijs hiervoor was de aanwezigheid van een laagje Iridium op de Krijt-Paleogeengrens. Bovendien werd in 1990 een grote inslagkrater ontdekt in de ondergrond van het Mexicaanse schiereiland Yucatán, die ongeveer de juiste ouderdom heeft. Of deze ramp de enige oorzaak is, blijft onduidelijk. In diezelfde periode waren ook supervulkanen actief. In 1998 werd de Snowball Earth-hypothese geformuleerd; de Aarde zou perioden van extreme afkoeling hebben meegemaakt tijdens welke wellicht de hele planeet dichtvroor.

Mount St. Helens
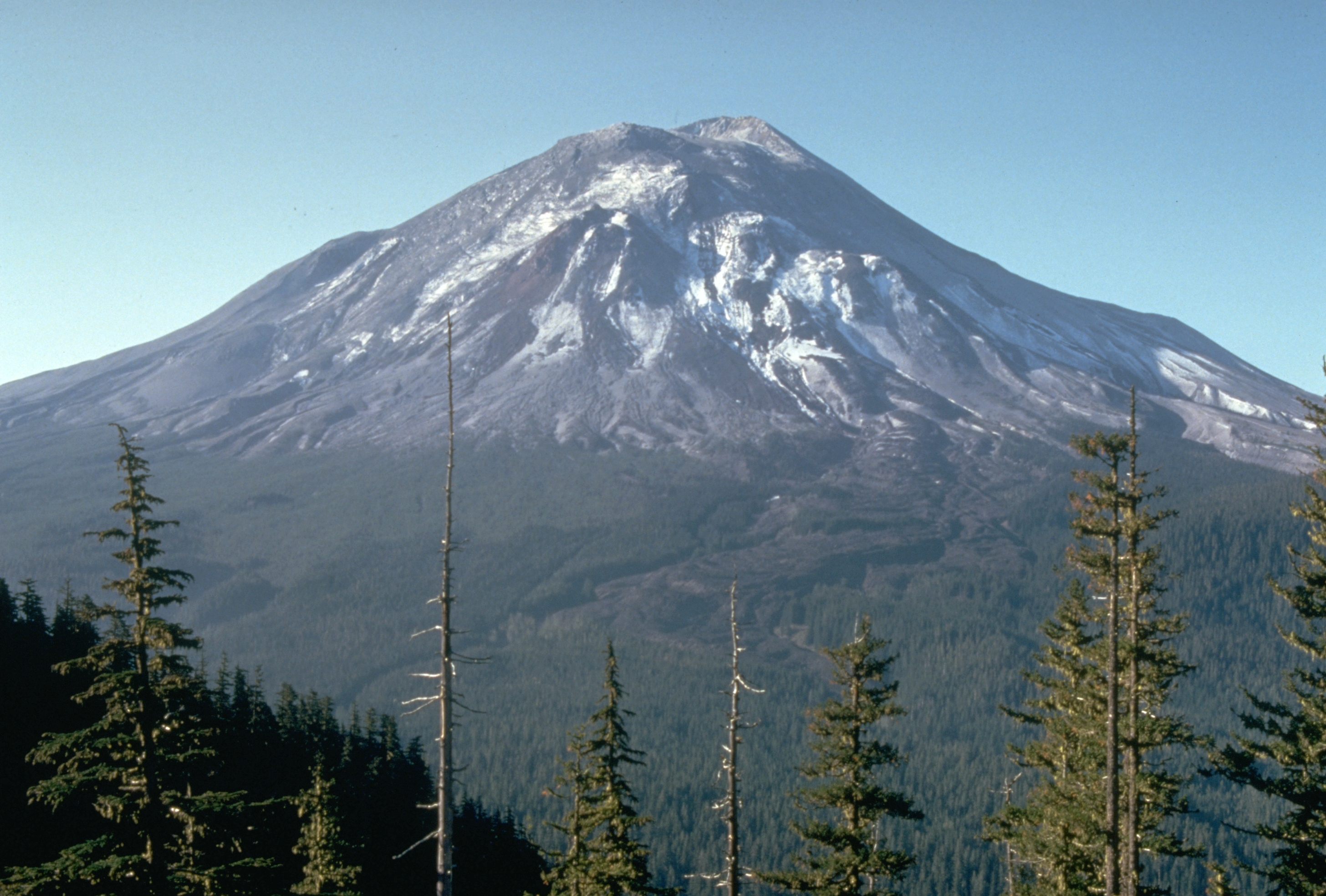
Een dag voor de uitbarsting
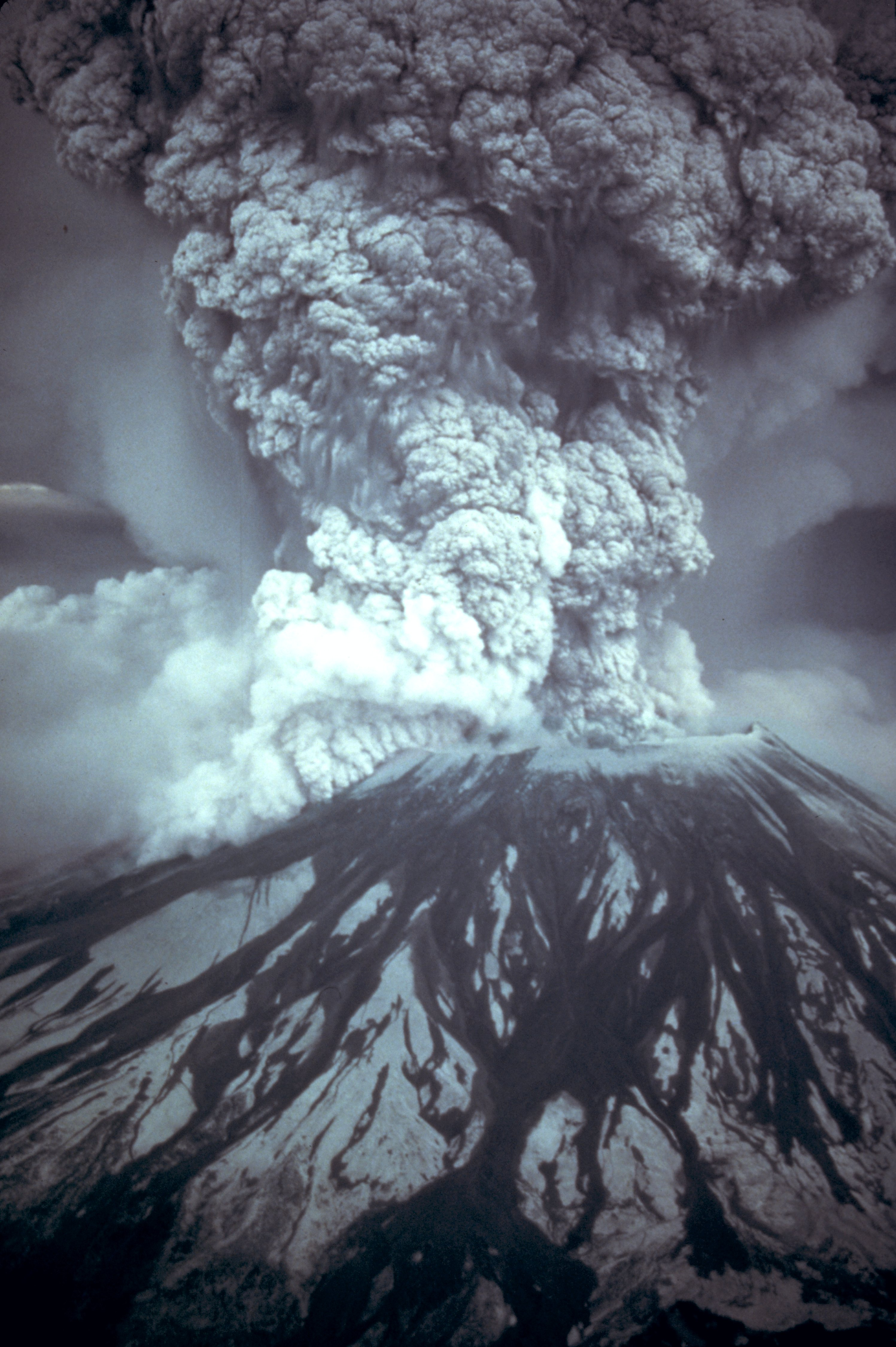
Op 18 aug. 1980 tijdens de uitbarsting

Immanuel Velikovsky, een publicist op het gebied van prehistorie en oude geschiedenis leverde in de jaren 1950 en 1960 een bijdrage aan het catastofisme in zijn boeken over kosmische rampen en de beschrijvingen daarvan in oude verhalen. Zijn theorieën worden door de gevestigde academische wereld echter afgewezen of genegeerd en beschouwd als pseudowetenschap.

## Tegenwoordige zienswijze
Binnen de wetenschap gelden grote catastrofen niet als belangrijkste verklaring voor de geologische fenomenen; de catastrofen (zoals de massa-extinctie aan het einde van het Perm en Krijt) die lijken voor te komen, zijn nog steeds goed te verklaren vanuit de theorie van het actualisme. Er is geen wereldomspannende ramp nodig om bijvoorbeeld het schuiven van de continenten te verklaren. Geleidelijke klimaatveranderingen en daling en stijging van de zeespiegel in samenspel met (geleidelijke) evolutie geven een aannemelijke verklaring voor het ontstaan en weer uitsterven van plant- en diersoorten.  
In creationistische kringen wordt de zogenaamde zondvloedgeologie sinds begin 20e eeuw als een gangbaar alternatief voor de moderne wetenschappelijke inzichten gezien. De zondvloed wordt gezien als verklaring voor alle geologische fenomenen. Vaak gebruiken creationisten abusievelijk de term catastrofisme om hun opvattingen aan te duiden, maar met het historische catastrofisme van Cuvier heeft het niets te maken.